# Beneš-Mráz Be-252
Die Beneš-Mráz Be-252 Beta-Scolar war ein tschechoslowakisches Schulflugzeug der 1930er Jahre.

## Entwicklung
Die Be-252 wurde von Pavel Beneš 1937 aus dem Sportflugzeug Be-52 von 1936 als Schulflugzeug für die Fortgeschrittenenausbildung abgeleitet, war aber aufgrund des stärkeren Motors robuster und wie ihre Vorgängerin kunstflugtauglich ausgelegt. Das einzige gebaute Exemplar mit dem Kennzeichen OK–BEZ absolvierte noch im selben Jahr seinen Erstflug. 1938 erschien die mit einer geschlossenen Kabine ausgestattete Be-252C (OK–OYA). Sie wurde nach der deutschen Okkupation der Erprobungsstelle Rechlin übergeben und dort getestet. Anschließend wurde sie wahrscheinlich nach Schweden verkauft. Anfang 1939 projektierte Beneš noch ein als Be-352C bezeichnetes Flugzeug, das außer der geschlossenen Kanzel noch einen Sechszylinder-Reihenmotor Major 6 erhalten sollte. Die Besetzung des Landes verhinderte eine praktische Umsetzung.

## Aufbau
Die Be-252 war ein freitragender Tiefdecker in Holzbauweise mit viereckigem Rumpfquerschnitt. Die dreiteilige Tragfläche verfügte über Spreizklappen und enthielt je Seite einen 50-l-Kraftstoffbehälter. Das Leitwerk war ebenfalls freitragend und aus Holz. Die Haupträder des Fahrwerks waren aerodynamisch verkleidet und wie das Heckrad nicht einziehbar.

## Technische Daten
| Kenngröße                  | Daten (Be-252)                                            | Daten (Be-252C)                                           |
| -------------------------- | --------------------------------------------------------- | --------------------------------------------------------- |
| Besatzung                  | 2                                                         | 2                                                         |
| Spannweite                 | 10,66 m                                                   | 10,66 m                                                   |
| Länge                      | 7,45 m                                                    | 7,25                                                      |
| Höhe                       | 2,02 m                                                    |                                                           |
| Flügelfläche               | 14,0 m²                                                   | 14,0 m²                                                   |
| Flügelstreckung            | 8,2                                                       | 8,2                                                       |
| Flächenbelastung           | 63,5 kg/m²                                                | 65 kg/m²                                                  |
| Leistungsbelastung         | 5,6 kg/PS                                                 |                                                           |
| Flächenleistung            | 11,4 PS/m²                                                |                                                           |
| Leermasse                  | 610 kg                                                    | 630 kg                                                    |
| Zuladung                   | 280 kg                                                    | 280 kg                                                    |
| Startmasse                 | 890 kg                                                    | 910 kg                                                    |
| Antrieb                    | ein luftgekühlter Neunzylinder-Sternmotor Walter Scolar   | ein luftgekühlter Neunzylinder-Sternmotor Walter Scolar   |
| Startleistung Nennleistung | 180 PS (132 kW) bei 2500/min 160 PS (118 kW) bei 2200/min | 180 PS (132 kW) bei 2500/min 160 PS (118 kW) bei 2200/min |
| Kraftstoffvolumen          | 100 l                                                     | 100 l                                                     |
| Höchstgeschwindigkeit      | 250 km/h                                                  | 275 km/h                                                  |
| Reisegeschwindigkeit       | 215 km/h                                                  | 245 km/h                                                  |
| Landegeschwindigkeit       | 70 km/h                                                   |                                                           |
| Steigzeit                  | 4,0 min auf 1000 m Höhe                                   |                                                           |
| Dienstgipfelhöhe           | 7000 m                                                    | 6000 m                                                    |
| Reichweite                 | 500 km                                                    | 500 km                                                    |